# Silene lichiangensis
Silene lichiangensis är en nejlikväxtart som beskrevs av William Wright Smith. Silene lichiangensis ingår i släktet glimmar, och familjen nejlikväxter. Inga underarter finns listade i Catalogue of Life.